# Ringdrossel
Ringdroslen (Turdus torquatus) er en spurvefugl i drosselfamilien, der er udbredt i dele af Europa og Mellemøsten. Fuglen ligner solsort, men er mere sky og har en halvmåneformet lys tegning på brystet.

## Levested og udbredelse
Ringdroslen findes i adskilte bestande dels i det nordlige Skandinavien og på de Britiske Øer og dels mod syd og sydøst i Pyrenæerne, Alperne, det sydøstlige Europa samt gennem Tyrkiet til Iran.
Arten foretrækker i Nordskandinavien stenede fjeldområder oven for trægrænsen, mens den mod syd findes i klippeterræn med spredt skov. Bestanden i Nordskandinavien overvintrer i det vestlige Middelhavsområde. Nogle få er dog standfugle.
Ringdroslen yngler ikke i Danmark, men ses som trækgæst forår og efterår, især i den vestlige del af landet.